# خنجري (صحرا بردسكن)
خنجري (بالفارسية: خنجری) هي قرية تقع في إيران في قسم صحرا الريفي. يقدر عدد سكانها بـ 141 نسمة بحسب إحصاء 2016.